# Tachycineta leucorrhoa
Nhạn phao câu trắng (danh pháp khoa học: Tachycineta leucorrhoa) là một loài chim trong họ Hirundinidae.
Được mô tả lần đầu và được đặt tên theo pháp danh của nhà khoa học người Pháp Louis Vieillot vào năm 1817, trong nhiều năm đã được coi là một phân loài của nhạn Chile. Loài này là đơn loài không có biến thể quần thể được biết đến. Nó có vệt trắng trên đầu từ mỏ đến mặt, hoặc vằn ở vùng trước mắt, vùng giữa con mắt của chim và lỗ mũi, có thể được sử dụng để phân biệt nó với nhạn Chile. Chim trống và chim mái có bộ lông giống nhau, còn chim non trẻ vị thành niên là tối màu hơn và nâu hơi với ức xám.
Loài này thường làm tổ trong những lỗ hổng trên cây hoặc những cây cối chết hoặc dưới hoặc trong các cấu trúc nhân tạo như các hàng rào và các mái hiên của các tòa nhà. Cúm rump trắng là cô đơn và tổ trong các cặp phân phối trong mùa sinh sản. Mùa sinh sản là từ tháng 10 đến tháng 12 ở Braxin và từ tháng 10 đến tháng 2 ở nước láng giềng Argentina. Thường chỉ có một con với 4-7 trứng được đặt, mặc dù một lần thứ hai sẽ thỉnh thoảng được đặt. Người phụ nữ ấp trứng trong một khoảng thời gian thường từ 15 đến 16 ngày, với việc nở hoa thường là từ 21 đến 25 ngày.
Loài nhạn này được tìm thấy ở Argentina, Bolivia, Brazil, Paraguay, Peru và Uruguay. Môi trường sống tự nhiên của chúng là rừng khô nhiệt đới hoặc cận nhiệt đới vùng đất thấp nhiệt đới hoặc cận nhiệt đới. Nó được xếp hạng là một loài ít quan tâm nhất bởi Liên minh Quốc tế về Bảo tồn Thiên nhiên (IUCN). Dân số của nó đang tăng lên và nó có thể được hưởng lợi từ sự gia tăng có sẵn của các địa điểm xây tổ nhân tạo. Một loài ký sinh trùng đặc biệt của loài chim này là chim bò tỏa sáng.

## Phân loại và nguyên mẫu
Nhạn phao câu trắng lần đầu tiên được chính thức miêu tả là Hirundo leucorrhoa bởi nhà điểu học người Pháp Louis Vieillot vào năm 1817 trong cuốn Nouveau Dictionnaire d'Histoire Naturelle.. Loài này đã được di chuyển đến chi hiện tại của nó, Tachycineta, được tạo ra vào năm 1850 bởi Jean Cabanis.. Tên chi tiết có nguồn gốc từ tiếng Hy Lạp cổ đại. Tachycineta là từ takhukinetos, "di chuyển nhanh", và leucorrhoa cụ thể là từ leukos, "trắng", và orrhos, "đít".
Loài này trước đây được coi là một phân loài của nhạn Chilê, rất có thể là do sự giống nhau về hình thái học và các tiếng hót. Đôi khi nó được đặt trong chi Iridoprocne với nhạn cây, nhạn rừng ngập mặn, nhạn cánh trắng và nhạn Chilê. Một nghiên cứu về DNA ti thể của Tachycineta hỗ trợ sự phân chia, mặc dù các nghiên cứu cho thấy nuốt râu trắng tạo thành một superspecies, leucorrhoa, với nuốt Chilê. Loài này là đơn loài, không có phân loài nào được biết đến.
Loài nhạn này được đặt tên cho đít trắng của nó nhưng đôi khi nó còn được gọi là nhạn trắng, vì vệt trắng trên đầu.